# Underhus

Sigillet för USA:s representanthus, underhus i USA:s kongress.

Ett underhus är den andra kammaren i en lagstiftande församling som tillämpar ett tvåkammarsystem. Den andra kammaren åtföljs av en första kammare, vilken även kan benämnas överhus. Ett underhus kan ha olika namn, men representanthus, deputeradekammare, och nationalförsamling är några vanligt förekommande namn på den andra kammaren.
Underhuset delar den lagstiftande makten med överhuset. Eftersom underhuset ofta har inflytande över frågor som tillsättning av regeringschef i parlamentariska system, beskattning och ekonomi uppfattas det ibland som mäktigare än överhuset. Överhuset kan dock ha större inflytande över exempelvis konstitutionella frågor och internationella relationer.

## Exempel på underhus
- Brittiska underhuset
- USA:s representanthus
- Indiens Lok Sabha
- Italiens deputeradekammare
- Österrikes nationalråd
- Japans underhus
- Frankrikes nationalförsamling
- Polska sejmen

## Historiska underhus
- Sveriges riksdags andra kammare (1866–1971)
- Danska folketinget (1848–1953; Existerar fortfarande men nu enda kammare i ett enkammarsystem.)

## Misstolkade underhus
Exempel på lagstiftande församlingar som formellt utgör enkammarsystem, men vars uppgifter kan liknas vid de som underhus har i ett tvåkammarsystem:
- Tysklands förbundsdag
- Europaparlamentet